# Ядерне випробування

Основні типи ядерних випробувань: 1. надземні, 2. підземні, 3. у верхніх шарах атмосфери, 4. підводні.

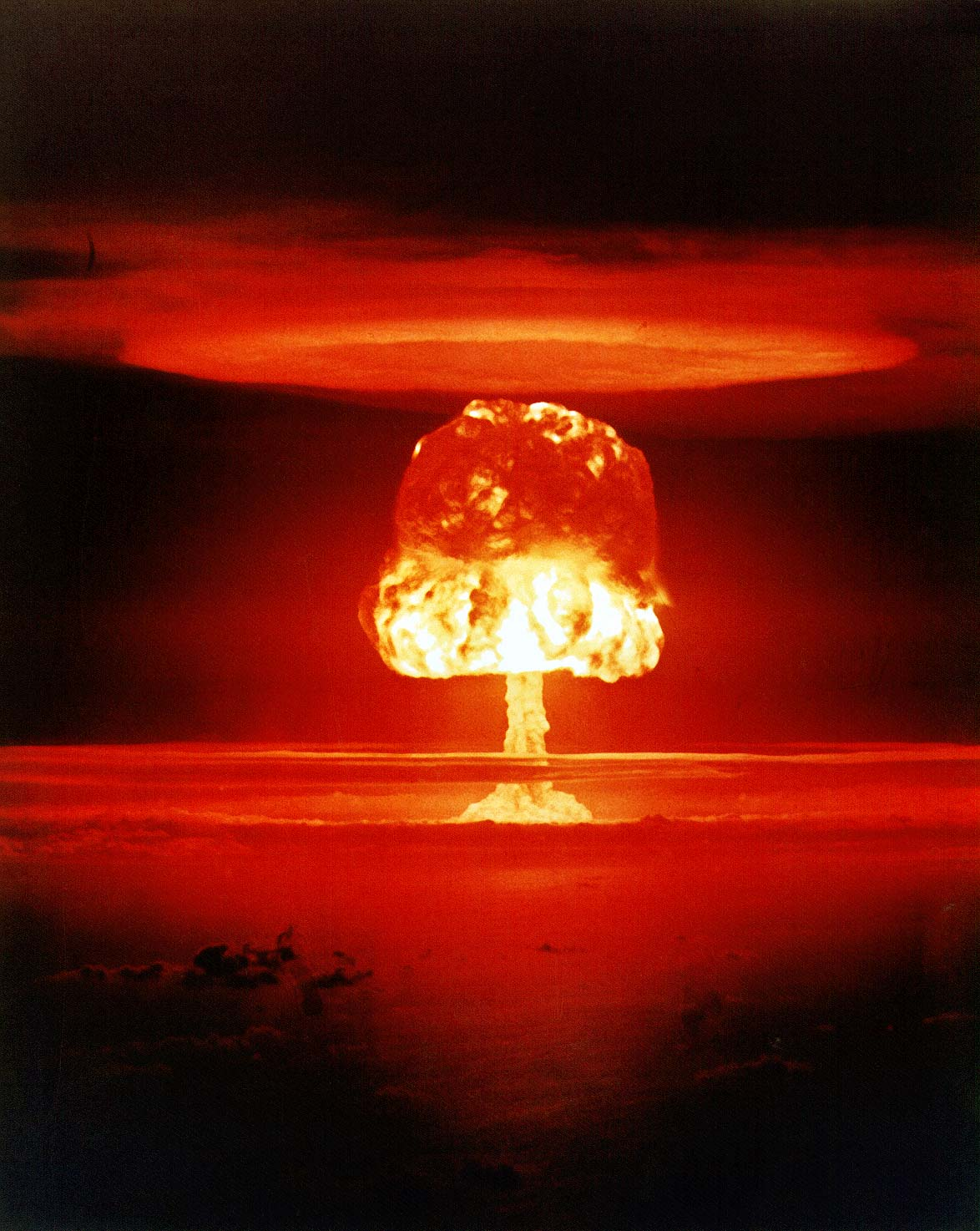
Випробування термоядерної бомби на атолі Бікіні, 1954 р. Потужність вибуху, 11 Мт, з яких 7 Мт виділилося від ділення тампера з урану-238

Ядерне випробування - різновид випробування зброї. При підриві ядерного боєприпасу відбувається ядерний вибух. Потужність ядерного боєприпасу може бути різною,  відповідно,  і наслідки ядерного вибуху.
Вважається,  що для розробки нової ядерної зброї - випробування  обов'язкова необхідна умова. Без випробувань неможливо розробляти нову ядерну зброю. Ніякими симуляторами на комп'ютерах і імітаторами неможливо замінити реальне випробування. Тому обмеження випробувань переслідує в першу чергу перешкодити розробці нових ядерних систем тим державам,  які вже їх мають,  і не дозволити іншим державам стати власниками ядерної зброї.
Однак проведення повномасштабного ядерного випробування потрібно не завжди. Наприклад,  уранова бомба,  скинута на Хіросіму 6 серпня 1945 року,  не проходила жодних випробувань. «Гарматна схема» підриву уранового заряду була настільки надійною,  що випробувань не знадобилося. 16 липня 1945 року США мали в Неваді тільки бомбу вибухового типу з плутонієм як зарядом, подібну до тієї, що була скинута на Нагасакі 9 серпня 1945 року,  тому що це більш складний пристрій і були сумніви в надійності даної схеми. Наприклад,  ядерна зброя ПАР теж мала гарматну систему підриву заряду, і 6 ядерних зарядів надійшли в арсенал ПАР без будь-яких випробувань.

## Мета випробувань
- Розробка(інші мови) нової ядерної зброї (weapons development). 75-80 % всіх тестів проводяться саме для цієї мети
- Перевірка виробничого циклу (production verification). Береться будь-який примірник з виробничого процесу і перевіряється,  після чого уся партія надходить  в арсенал.
- Випробування впливу ядерної зброї на довкілля і предмети (weapons effects tests): інші типи озброєння,  захисні споруди,  амуніцію
- Перевірка боєголовки з арсеналу (stockpile verification). Після того,  як зброя випробувана і надійшла в арсенал,  її випробування зазвичай не проводяться. Проводяться лише інспекції та перевірки,  які не потребують випробувань[1].

## Типи випробувань
Історично ядерні випробування поділяються на чотири категорії по тому,  де вони проводяться і в якому середовищі:
- Атмосферні;
- Заатмосферні;
- Підводні,
- Підземні.

Після набрання чинності договору про обмеження випробувань у трьох середовищах в 1963 році,  велика частина випробувань проводилася країнами,  що підписали договір,  під землею.
"Підземні випробування проводяться двома способами:
- підрив заряду у вертикальній шахті. Цей спосіб найчастіше використовується для створення нових збройних систем
- підрив заряду в горизонтальній шахті-тунелі. Цей спосіб використовується для дослідження вражаючих факторів вибуху на довкілля і предмети[2].

Середня вартість підземного випробування становила на березень 1988 року: 20-30 мільйонів доларів США - для вертикальної шахти,  40-70 мільйонів доларів США для горизонтальної, внаслідок більш складних інженерних завдань. Підготовка одного тесту займала близько 18 місяців,  і тому під час одного тесту як правило проводилося кілька експериментів,  щоб заощадити кошти.

## Історія
Перше ядерне випробування було проведено Сполученими Штатами 16 липня 1945 року в штаті Нью-Мексико, заряд був приблизно еквівалентний 20 кілотоннам в тротиловому еквіваленті.
Перше ядерне випробування в СРСР було проведено 29 серпня 1949 року.
Перший термоядерний пристрій випробувано також в США на атолі Еніветок (Маршаллові острови) 1 листопада 1952 року (Ivy Mike, 10,4 мегатонн у тротиловому еквіваленті).
Перша воднева бомба випробувана в СРСР 12 серпня 1953 року (близько 0,4 мегатонн у тротиловому еквіваленті).
Як жест доброї волі деякі ядерні держави оголошують мораторій на проведення випробувань і очікують, що до мораторію приєднаються інші володарі ядерної зброї. Наприклад, в період з 1958 по 1961 ядерні випробування не проводили ні США, ні Велика Британія, ні СРСР, тільки Франція.
Найбільшим термоядерним зарядом за весь час випробувань стала радянська «Цар-бомба» (58 мегатонн), випробувана на половину своєї потужності — 58 мегатонн, підірвана на майданчику Сухий Ніс, на полігоні на Новій Землі 30 жовтня 1961 року.
У 1963 року всі ядерні і багато без'ядерних держави підписали Договір про обмеження ядерних випробувань у трьох середовищах, за яким зобов'язалися утримуватися від ядерних вибухів у атмосфері, під водою і космічному просторі, дозволялися тільки «підземні» випробування. Проте Франція продовжувала «наземні» випробування аж до 1974 року, а Китай до 1980 року.
22 вересня 1979 року було зафіксовано проведення ядерного випробування в районі острова Буве (Південна Атлантика). Жодна країна відповідальності за цей вибух не взяла. Припускають, що цей вибух, а також наступний в 1981 році аналогічний без оголошення були зроблені ПАР за власним або спільним з Ізраїлем проектами випробування ядерної зброї.
З літа 1985 року СРСР, після початку політики Перебудови, оголосив односторонній мораторій на проведення ядерних випробувань.
У 1996 році було підписано Договір про всеосяжну заборону ядерних випробувань, країни, що ратифікували Договір, зобов'язалися не відновлювати випробувань ядерної зброї.

### Завершення
Останні (вже підземні) ядерні випробування були проведені:
- СРСР — у 1990 році,
- Великою Британією — 1991 році,
- США — 23 вересня 1992 року,
- Францією — в січні 1996 року,
- Китаєм — в липні 1996 року.

Незважаючи на дію заборони на проведення випробувань і строгий контроль за його дотриманням, жодна з країн ядерного клубу не відмовляється від вдосконалення свого арсеналу. Ядерна боєголовка сама по собі складається з безлічі неядерних систем, які можна випробувати без проведення ядерного вибуху, замінивши подільний матеріал муляжем. Для випробування ж самого ядерного заряду проводяться такі тести, які не підпадають під договірну заборону. Такі випробування проводяться в спеціальних лабораторіях, наприклад провідними в цій області в США є Лос-Аламоська національна лабораторія і Ліверморська національна лабораторія.

### Країни, які відмовилися від заборони на проведення
Не підписали договори Індія і Пакистан. Вони провели останні ядерні випробування в 1998 році (див. Ядерна програма Пакистану і Ядерна програма Індії).
КНДР яка підписала договори про нерозповсюдження ядерної зброї та обмеження ядерних випробувань, дезавуювала їх і 9 жовтня 2006 року провела перше ядерне випробування; 25 травня 2009 року КНДР здійснила друге ядерне випробування (див. Ядерна програма КНДР), 12 лютого 2013 року було проведено третє ядерне випробування.

Хронологія ядерних випробувань

## Випробування і суперкомп'ютери
Електронні обчислювальні машини стали використовуватися в розрахунках з ядерної зброї з самого моменту їх появи. Першими розрахунками, виконаними на першому електронному комп'ютері загального призначення ENIAC у грудні 1945 року були розрахунки з термоядерного вибуху, здійснені працівниками Лос-Аламоської національної лабораторії з команди Едварда Теллера.
Величезний обсяг обчислень та їх складність з самого початку висували вимоги щодо створення все більш потужних і досконалих обчислювальних машин, що в кінцевому рахунку призвело до появи особливого типу обчислювальної техніки під назвою «суперкомп'ютери». Використання суперкомп'ютерів для симуляції ядерних і термоядерних реакцій, що відбуваються під час вибуху, дозволяло економити колосальні кошти і час. Наприклад, при використанні суперкомп'ютера CDC 6600 для розробки нової боєголовки США знадобилося провести тільки 23 польових випробування, а при використанні CDC 7600 — вже тільки 6. Не дивно, що США накладало спеціальні експортні обмеження на постачання надпотужних обчислювальних машин не тільки в країни Варшавського блоку, але навіть в країни-партнери НАТО: відомий випадок, коли в 1966 році США відмовило компанії CDC в експортній ліцензії суперкомп'ютера CDC 6600 для Французького атомного агентства, щоб перешкодити Франції в їхній атомній програмі. Наявність суперкомп'ютерів у 60-х роках пом'якшила позицію США з договору про заборону випробувань у трьох середовищах, бо існувала впевненість, що в СРСР немає таких потужних комп'ютерів, і дотримання договору дасть США стратегічну перевагу перед СРСР.
Роль суперкомп'ютерів збільшилася після підписання Договору про всеосяжну заборону на проведення ядерних випробувань. В даний час в провідних лабораторіях США, зайнятих обслуговуванням і вдосконаленням ядерного арсеналу країни, встановлені потужні комп'ютерні системи, які входять у список TOP500, і на яких проводяться як секретні, так і неважливі розрахунки, пов'язані з ядерними вибухами, атомними реакторами і термоядерним синтезом в рамках програми Advanced Simulation and Computing Program. Раніше, незважаючи на свою величезну потужність суперкомп'ютери все ж таки не дозволяли дуже точно змоделювати весь процес вибуху під час випробування від початку до кінця. Для спрощення завдань розрахунки здійснювалися в двох або навіть в одному вимірі, комп'ютерні випробування проводилися поетапно з моделюванням ключових подій і подачею результатів попереднього етапу на наступний, що, природно, призводило до неточностей, які могли бути зняті тільки при проведенні реального випробування. З виконанням програми Advanced Simulation and Computing Program і введенням в дію суперкомп'ютера ASC Purple у 2005 році, Національні лабораторії США отримали можливість моделювати підрив ядерної і термоядерної зброї в повному обсязі з точністю, достатньою, щоб судити про поточний стан і боєготовність зарядів, що перебувають на зберіганні в арсеналі.

## Ядерні випробування за  країнами
Загалом ядерними державами було проведено більше двох тисяч ядерних вибухів:

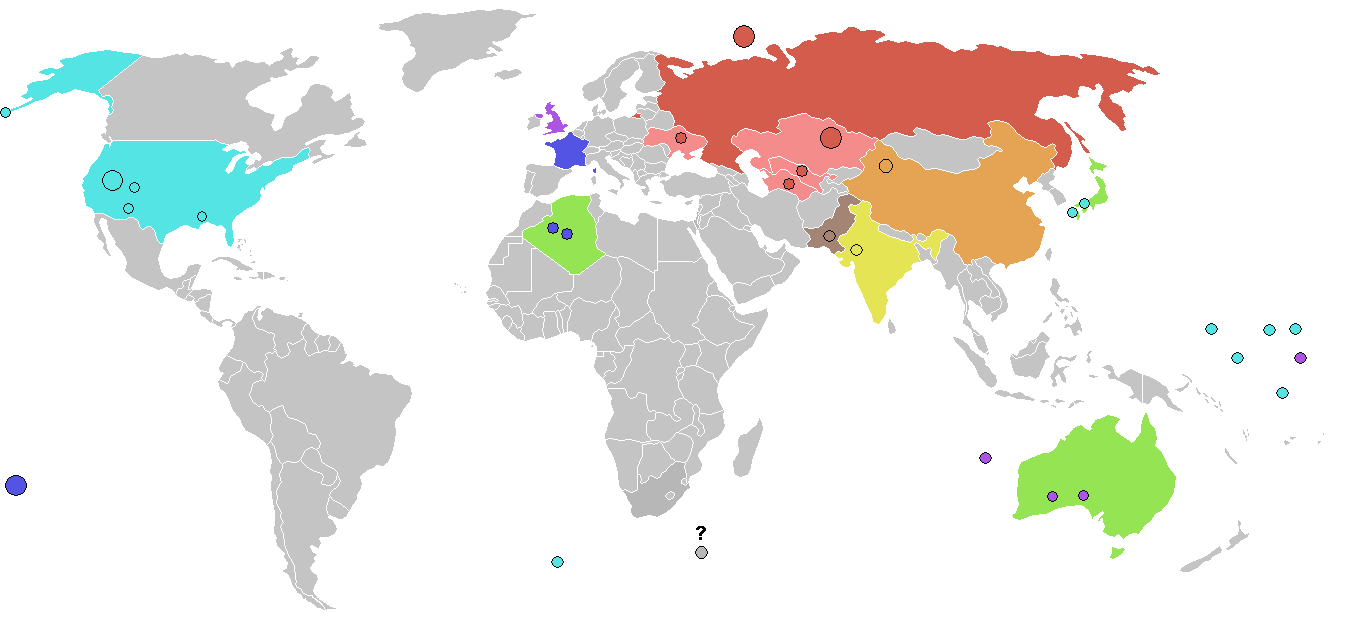
Карта ядерних полігонів (Північна Корея поки не показана)

- США:

1 054 випробувань за офіційними даними (як мінімум 1 151 пристроїв,  331 наземне випробування),  в основному на полігоні в штаті Невада і на Pacific Proving Grounds на Маршаллових островах,  ще 10 випробувань проводилися в різних місцях на території США,  в тому числі на Алясці,  Колорадо,  Міссісіпі і Нью-Мексико (див. ).
- СРСР: 715 випробувань (969 пристроїв) за офіційними даними (див. ),  в основному на Семипалатинському полігоні і Новій Землі,  а також кілька в різних місцях Росії і Казахстану.
- Велика Британія: 45 випробувань (21 в Австралії,  включаючи 9 в Південній Австралії у Маралінгу і Ему Филде,  інші в США при проведенні спільних випробувань).
- Франція: 210 випробувань,  в основному в Reggane і Ekker в Алжирі і на островах Фангатауфа і Муруроа у Французькій Полінезії.
- КНР: 45 випробувань (23 наземних і 22 підземних,  на базі Лоб-Нор у Сіньцзяні).
- Індія: від 5 до 6 підземних випробувань (Pokhran).
- Пакистан: від 3 до 6 випробувань (Chagai Hills).
- КНДР: 3 заявлених вибухи (Hwadae-ri).

## Список найпотужніших ядерних випробувань
Наступний список містить всі відомі ядерні випробування, де  потужність вибуху склала 10 мегатонн ТНТ і більше.
|    | Дата       | Потужність (Мт) | Розміщення заряду | Країна          | Місце випробування | Випробування      |
| -- | ---------- | --------------- | ----------------- | --------------- | ------------------ | ----------------- |
| 1  | 30.10.1961 | 58              | Бомба             | СРСР            | Полігон Нова Земля | Цар-бомба         |
| 2  | 24.12.1962 | 24.2            | Бомба             | СРСР            | Полігон Нова Земля | Випробування №219 |
| 3  | 05.08.1962 | 21.1            | Бомба             | СРСР            | Полігон Нова Земля | Випробування №147 |
| 4  | 27.09.1962 | 20              | Бомба             | СРСР            | Полігон Нова Земля | Випробування №174 |
| 5  | 25.09.1962 | 19.1            | Бомба             | СРСР            | Полігон Нова Земля | Випробування №173 |
| 6  | 28.02.1954 | 15              | Майданчик         | США             | Атол Бікіні        | Кастл Браво       |
| 7  | 04.05.1954 | 13.5            | Баржа             | США             | Атол Бікіні        | Кастл Янкі        |
| 8  | 23.10.1961 | 12.5            | Бомба             | Радянський Союз | Полігон Нова Земля | Випробування №123 |
| 9  | 26.03.1954 | 11              | Баржа             | США             | Атол Бікіні        | Кастл Ромео       |
| 10 | 31.10.1952 | 10.4            | Майданчик         | США             | Атол Еніветок      | Айві Майк         |
| 11 | 25.08.1962 | 10              | Бомба             | Радянський Союз | Полігон Нова Земля | Випробування №159 |
| 12 | 19.09.1962 | 10              | Бомба             | Радянський Союз | Полігон Нова Земля | Випробування №168 |

## Наслідки ядерних випробувань
Після проведених Францією ядерних випробувань в Африці, ядерний пил разом з вітром переноситься до Франції. Французька Асоціація з контролю радіоактивності на Заході знайшла елемент цезій-137 в піску, який був принесений пиловими бурями пустелі Сахара. Фахівці вважають, що цей радіоактивний пил був принесений після ядерних випробувань Францією в пустелі в 1960—1966 роках. Проте існує протилежна думка експертів, які вважають, що ядерний пил має природне походження та міститься в пісках Сахари. 
З початку минулої зими на Західну Європу були перенесені три “хмари пилу” із Сахари. Вітри переносять пісок перш за все над територіями Іспанії, Італії, Франції, Великої Британії і Німеччини.
Основна шкода від пилу з Сахари полягає у його негативному впливі на органи дихання для людей з алергіями чи респіраторними захворюваннями, згідно з повідомленням від Укргідрометцентру. 